# Fire and Ice
Fire and Ice (Fuego y hielo en Argentina y Perú y Tygra: hielo y fuego en España) es una película estadounidense de animación rotoscópica y fantasía-aventuras de 1983, dirigida por Ralph Bakshi. Pertenece al género conocido como espada y brujería. Los personajes principales fueron creados por Bakshi y Frank Frazetta y el guion fue escrito por Roy Thomas y Gerry Conway. Se estrenó el 26 de agosto de 1983.
La película no fue un éxito de taquilla y la crítica tampoco fue benévola con ella, pero con el tiempo se convirtió en una obra de culto clásica entre los seguidores de Bakshi y Frazetta y de las películas animadas de fantasía. En 2003, la Online Film Critics Society la incluyó en su lista de «Mejores películas animadas de todos los tiempos», en el puesto 99.

## Argumento
Durante una antigua e indeterminada edad oscura, acontecida luego de la última Edad de Hielo, dos reinos se baten en una guerra a muerte. Desde su helada fortaleza de Icepeak, la malvada reina Juliana y su hijo hechicero, el príncipe Nekron, envían sus hordas de salvajes semi-humanos contra los pueblos de la Tierra, a la vez que congelan todos los terrenos a su paso. Solo el segundo reino más importante en el mundo, Firekeep, cuya ciudad se encuentra al lado de un enorme volcán, se enfrenta a Icepeak. Juliana envía una delegación al rey Jarol, el gobernante de Firekeep, para exigir su rendición, pero en realidad todo es una maniobra para secuestrar a su hija, la princesa Tygra (Cynthia Leake), ya que Juliana desea que Tygra se case con Nekron para unificar los reinos bajo este último.
Más tarde, Tygra logra escapar del palacio de hielo donde estaba cautiva y se encuentra con Larn, un joven guerrero y único superviviente de su aldea arrasada por Nekron. Juntos deciden volver a Firekeep, pero son emboscados por soldados de Nekron y Tygra es nuevamente llevada a Icepeak. Herido, Larn es rescatado y encuentra un aliado en el misterioso y letal Darkwolf, un taciturno guerrero que oculta su cara bajo una máscara de piel y que tiene cuentas pendientes con Nekron y con la reina Juliana, con quien aparentemente tuvo una relación hace mucho tiempo.
La fortaleza de Icepeak avanza y se acerca cada vez más a Firekeep al ser transportada mediante un glaciar. Larn y Darkwolf llegan antes a Firekeep y piden ayuda al rey Jarol para rescatar a su hija y derrotar a Nekron. Todas las fuerzas aéreas de Firekeep (soldados montados en aves parecidas a los pterodactilos) atacan simultáneamente y en un solo movimiento la fortaleza de Icepeak, mientras Larn se infiltra y libera a Tygra. Sin embargo, Nekron utiliza todo su poder de hielo para destruir al ejército volador y lo consigue, con la excepción de Darkwolf, quien logra entrar a la fortaleza y matar a Nekron con su hacha. Al mismo tiempo el rey Jarol usa toda la lava almacenada del volcán para destruir la fortaleza helada.
La fortaleza helada se derrumba por completo mientras Larn y Tygra apenas consiguen escapar. Al despertar entre los escombros al día siguiente, Larn, llevado por el deseo de venganza, está a punto de matar a un semi-humano caído, pero Tygra se lo impide diciéndole que la guerra ha acabado y por lo tanto un nuevo mundo de compasión y paz está naciendo. Aliviados y felices de estar juntos, la pareja se retira hacia el horizonte tomados de la mano. Darkwolf los mira sonriente desde una colina, y luego se retira.

## Producción
Estrenada en 1983, la película fue fruto de la colaboración entre Ralph Bakshi y Frank Frazetta —que diseñaron a los protagonistas—. Fue distribuida por la compañía 20th Century Fox, que también había distribuido otra de las películas de Bakshi, Wizards, en 1977.
La animación fue realizada usando el sistema de rotoscopio, por el cual las escenas fueron filmadas en vivo y después dibujadas sobre el original. El guion fue escrito por Gerry Conway y Roy Thomas, que habían escrito las historias de Conan el Bárbaro para los cómics de la editorial Marvel. El dibujante elegido para diseñar los fondos fue James Gurney, autor y artista de las novelas ilustradas Dinotopia. Thomas Kinkade también trabajó en los fondos de varias escenas. El reconocido autor especializado en animación, dibujante y director Peter Chung, por entonces un novato en la industria, se encargó de los layouts.